# Cmentarz żydowski w Międzyrzecu Podlaskim
Cmentarz żydowski w Międzyrzecu Podlaskim – w Międzyrzecu Podlaskim istniały dwa cmentarze żydowskie.

## Stary Cmentarz przy ul. Brzeskiej
Założony został w XVIII wieku, zdewastowany i zniszczony przez Niemców w czasie II wojny światowej – obecnie teren zabudowany.

## Nowy Cmentarz przy ul. Brzeskiej 90
Oficjalnie założony został w roku 1810. Ma powierzchnię 2,8 ha. Obecnie ogrodzony ceglanym murem. Zachowało się na nim ok. 100 nagrobków. W murze wmurowane są nagrobki ze Starego Cmentarza (najstarszy z nich pochodzi z 1706 roku). Na polecenie Niemców w czasie okupacji wywieziono z cmentarza liczne macewy i użyto ich do utwardzania dróg. Dużą część z nich odzyskano po wojnie. Nagrobki zostały wmurowane w ogrodzenie cmentarne. Zachowały się m.in. interesujące pomniki żeliwne z I poł. XIX wieku (Zostały one wykonane przez tutejszą hutę Szejmel Bros.) oraz macewy z granitu i z piaskowca z zachowanymi do dziś zdobieniami oraz inskrypcjami w języku hebrajskim, jidysz i polskim. Na cmentarzu zachował się wspólny grób trzech międzyrzeckich rabinów: Dawida Flinkera, Bera Roskina i Pejsacha Racko. Zostali oni zamordowani przez gestapo tego samego dnia, w lipcu 1942 roku.
Ostatnie pochówki odbyły się w 1970 i 1985 roku.
W 1988 roku został odnowiony ceglany mur, w który wmurowano około 200 macew i fragmentów z uszkodzonych starych nagrobków.
Aby uczcić pamięć międzyrzeckich Żydów – ofiar hitlerowskiego ludobójstwa wystawiono pomnik. Odrestaurowano także dawny domek Bractwa Pogrzebowego. Cmentarz został odnowiony.